# Norvég női kézilabda-válogatott
A norvég női kézilabda-válogatott Norvégia nemzeti csapata, amelyet a Norvég Kézilabda-szövetség (norvégül: Norges Håndballforbund) irányít. Háromszoros olimpiai bajnok, négyszeres világbajnok, valamint 9-szeres Európa-bajnok. A 2015-ös világbajnoki győzelmükkel elérték, hogy egyszerre birtokolták az olimpiai, világ- és Európa-bajnoki címet.

## Részvételei

### Nyári olimpiai játékok
- 1988:  Ezüst
- 1992:  Ezüst
- 1996: 4. hely
- 2000:  Bronz
- 2004: Nem jutott ki
- 2008:  Arany
- 2012:  Arany
- 2016:  Bronz
- 2020:  Bronz
- 2024:  Arany

### Világbajnokság
- 1971: 7. hely
- 1973: 8. hely
- 1975: 8. hely
- 1978: Nem jutott ki
- 1982: 7. hely
- 1986:  Bronzérem
- 1990: 6. hely
- 1993:  Bronzérem
- 1995: 4. hely
- 1997:  Ezüstérem
- 1999:  Aranyérem
- 2001:  Ezüstérem
- 2003: 6. hely
- 2005: 9. hely
- 2007:  Ezüstérem
- 2009:  Bronzérem
- 2011:  Aranyérem
- 2013: 7. hely
- 2015:  Aranyérem
- 2017:  Ezüstérem
- 2019: 4. hely
- 2021:  Aranyérem
- 2023:  Ezüstérem
- 2025: Kijutott

### Európa-bajnokság
- 1994:  Bronz
- 1996:  Ezüst
- 1998:  Arany
- 2000: 6. hely
- 2002:  Ezüst
- 2004:  Arany
- 2006:  Arany
- 2008:  Arany
- 2010:  Arany
- 2012:  Ezüst
- 2014:  Arany
- 2016:  Arany
- 2018: 5. hely
- 2020:  Arany
- 2022:  Arany
- 2024:  Arany

## A2024-es Európa-bajnokikeret
| #  | név                     | poszt        | születési hely | jelenlegi klubja    |
| -- | ----------------------- | ------------ | -------------- | ------------------- |
| 5  | Anniken Obaidli         | irányító     | Molde          | Storhamar HE        |
| 6  | Maren Nyland Aardahl    | beálló       | Trondheim      | Odense Håndbold     |
| 7  | Stine Skogrand          | jobbátlövő   | Bergen         | Ikast Håndbold      |
| 8  | Live Rushfeldt Deila    | irányító     | Porsgrunn      | Team Esbjerg        |
| 12 | Silje Solberg-Østhassel | kapus        | Bærum          | Vipers Kristiansand |
| 13 | Kari Brattset Dale      | beálló       | Fredrikstad    | Győri Audi ETO      |
| 14 | Kristine Breistøl       | balátlövő    | Oslo           | Győri Audi ETO      |
| 16 | Katrine Lunde           | kapus        | Kristiansand   | Vipers Kristiansand |
| 20 | Marit Røsberg Jacobsen  | jobbszélső   | Narvik         | Team Esbjerg        |
| 21 | Ingvild Bakkerud        | balátlövő    | Kongsberg      | Ikast Håndbold      |
| 23 | Camilla Herrem          | balszélső    | Sola község    | Sola HK             |
| 24 | Sanna Solberg-Isaksen   | balszélső    | Bærum          | Team Esbjerg        |
| 25 | Henny Reistad           | irányító (c) | Bærum          | Team Esbjerg        |
| 26 | Emilie Hovden           | jobbszélső   | Bergen         | Győri Audi ETO      |
| 33 | Thale Rushfeldt Deila   | balátlövő    | Porsgrunn      | Odense Håndbold     |
| 40 | Eli Marie Raasok        | kapus        | Oslo           | Storhamar HE        |
| 46 | Ane Høgseth             | beálló       | Oslo           | Storhamar HE        |

## Szövetségi kapitányok
- Karen Fladset  (1982–1983)
- Sven-Tore Jacobsen  (1984–1993)
- Marit Breivik  (1994–2008)
- Þórir Hergeirsson  (2009–2024)[1]
- Ole Gustav Gjekstad  (2025–)[2]

## jegyzetek
1. ↑  Tizenöt év után lezárul egy nagy korszak a norvég női kézilabda-válogatottnál. www.nemzetisport.hu (2024. szeptember 9.)  (Hozzáférés: 2024. szeptember 9.)
2. ↑  Háromszoros BL-győztes edző kerül a norvég női kézilabda-válogatott élére. www.nemzetisport.hu (2024. október 1.)  (Hozzáférés: 2024. október 1.)